# Adolphe-Pierre-Henri Séron
Adolphe-Pierre-Henri Séron, francoski general, * 29. avgust 1879, † 25. november 1957.